# Лома де ла Круз (Акатено)
Лома де ла Круз (шп. Loma de la Cruz) насеље је у Мексику у савезној држави Пуебла у општини Акатено. Насеље се налази на надморској висини од 246 м.

## Становништво
Према подацима из 2010. године у насељу су живела 4 становника.

### Хронологија
| Година       | 2000        | 2005      | 2010 |
| ------------ | ----------- | --------- | ---- |
| Становништво | 19 (8 / 11) | 8 (5 / 3) | 4    |

### Попис
| # | Индикатор                     | Вредност |
| - | ----------------------------- | -------- |
| 1 | Укупно домаћинстава           | 5        |
| 2 | Укупно насељених домаћинстава | 2        |
| 3 | Величина локације             | 1        |